# Exèrcit de Virgínia
L'Exèrcit de Virgínia fou una gran unitat organitzada per la Unió durant la Guerra de Secessió, en 1862. Amb aquesta unitat, Lincoln va voler donar un nou impuls a la guerra, col·locant com a comandant d'aquest exèrcit un general, John Pope, que havia aconseguit algunes victòries en el front de l'oest.